# كريس كارني
كريس كارني هو مدرس وضابط وسياسي أمريكي، ولد في 2 مارس 1959 في سيدار رابيدز في الولايات المتحدة. نشط حزبياً في الحزب الديمقراطي. في انتخابات مجلس النواب الأمريكي 2006 ‏، انتخب عضو مجلس النواب الأمريكي ‏ عن دائرة Pennsylvania's 10th congressional district ‏ وقد انضم خلال فترته النيابية ‏ (4 يناير 2007 – 3 يناير 2009) للكتلة البرلمانية الحزب الديمقراطي وفي انتخابات مجلس النواب الأمريكي 2008 ‏، انتخب عضو مجلس النواب الأمريكي ‏ عن دائرة Pennsylvania's 10th congressional district ‏ وقد انضم خلال فترته النيابية ‏ (6 يناير 2009 – 3 يناير 2011) للكتلة البرلمانية الحزب الديمقراطي وانتخب عضو مجلس النواب الأمريكي ‏.